# 渐始鸟属
渐始鸟属（学名：Ambiortus）是今鸟型类恐龙已灭绝的一个属，生存于距今1.364至1.25亿年的早白垩世巴列姆期。模式种兼唯一种是德氏渐始鸟（Ambiortus dementjevi），化石发现于蒙古国的安达库达组。渐始鸟由俄罗斯古生物学家叶甫根尼·库罗奇金于1982年描述。

## 分类
很多研究均认为德氏渐始鸟属于今鸟型类（包含现代鸟类但不含反鸟类的类群），但其在该类群内的确切位置一直存在争议。早期研究认为它是古颚类成员（包含现代的平胸类和䳍形目），后期研究则不然。有些研究发现该属与鱼鸟类近缘，这是一个与现代鸟类近缘的较衍生类群。但大多数研究则发现它是扇尾类的分类不明成员或更原始的今鸟型类成员。如2006年的一项研究发现其较燕鸟更原始，但较红山鸟更进阶，甚至可能是一个兼含燕鸟及义县鸟的类群的成员。
有时也将渐始鸟科（Ambiortidae）用于该属，尤其是认为渐始鸟与年代更晚的神翼鸟近缘时。另一方面，2010年的一项分析指出渐始鸟至少与神翼鸟及回足鸟（原被误认为更加现代的鸟类）非常近缘。